# Qarsoq Høegh-Dam
Qarsoq Høegh-Dam er en tidligere grønlandsk politiker. Han blev valgt til Grønlands parlament, Inatsisartut, for Siumut ved inatsisartutvalget 6. april 2021, men udtrådte 23. april 2021.
Qarsoq Høegh-Dam er bror til folketingspolitiker Aki-Matilda Høegh-Dam og til Minik Høegh-Dam, som fik det højeste stemmetal af alle kandidater i Avannaata Kommune ved kommunalvalget i 2021. På et ikke-angivet tidspunkt før juni 2019 arbejdede Qarsoq Høegh-Dam for Partii Naleraq.
Ved inatsisartutvalget 2021 blev Qarsoq Høegh-Dam valgt til Inatsisartut med 796 personlige stemmer, hvilket var det fjerde højeste stemmetal for Siumut kun overgået af Kim Kielsen, Erik Jensen og Aslak Wilhelm Jensen. Efter valget kom det frem at han havde fået en bøde, fordi politiet i oktober 2015 fandt 49 gram hash i hans bolig. Han vurderede selv, at han på den baggrund ikke ville blive fundet værdig til at sidde i Inatsisartut, og trak sig fra parlamentet, før det godkendte sine medlemmers valg på den første mødedag 23. april 2021. Hans plads i Inatsisartut gik i stedet til Karl Tobiassen.